# Imparitubercula villosa
Genre
Espèce
Synonymes
- Achorutes villosus Kos, 1940

Imparitubercula villosa, unique représentant du genre Imparitubercula, est une espèce de collemboles de la famille des Neanuridae.

## Distribution
Cette espèce est endémique de Slovénie.

## Publications originales
- Kos, 1940 : Terricole Collembolen aus Slowenien. Glasnik Skopskog naučnog društva, vol. 22, p. 137-168.
- Stach, 1951 : The Apterygotan fauna of Poland in relation to the world-fauna of this group of insects. Family Bilobidae. Acta Monographica Musei Historiae Naturalis, vol. 4, p. 1-97.